# Stéphanie de Virieu
Stéphanie de Virieu (n. 14 iulie 1785, Saint-Mandé, Seine, Franța – d. 9 mai 1873, Poudenas, Aquitaine, Franța) a fost o pictoriță și sculptoriță franceză. Aproximativ 3.000 dintre lucrările ei au fost listate, multe dintre ele documentând evenimente istorice. Feministă înaintea timpului ei, a văzut rolul femeilor ca fiind acela de a studia și de a învăța.

## Biografie
Născută la 14 iulie 1785 în Saint-Mandé, Val de Marne, Stéphanie de Virieu a fost fiica lui François-Henri de Virieu⁠(d), un nobil, și a lui Élisabeth Digeon de Monteton. Tatăl ei a fost ucis la 9 octombrie 1793 în timpul Asediului Lyonului.
Deoarece casa lor, Castelul de Pupetières din Châbons, Isère, a fost complet distrus de revoluționari, în 1803 familia a cumpărat Château de Lemps din Le Grand-Lemps. Când avea 13 ani, Stéphanie de Virieu a fost inițiată în desen de Lavoipierre, unul dintre elevii lui Jacques-Louis David, continuându-și ulterior studiile cu un alt elev al acestuia, Grégorius.
La începutul anilor 1820, a făcut o lungă călătorie de studii în Italia, examinând opere de artă și luând lecții de pictură de la maeștrii italieni. Din septembrie 1823 până în februarie 1824, a stat la Roma, Napoli, Torino și Florența, aducând cu ea numeroase desene și acuarele.
De Virieu a pictat portrete ale familiei și prietenilor ei, printre care Joseph de Maistre și Alphonse de Lamartine. De asemenea, a avut un atelier de tâmplărie unde a creat statui, piese de mobilier și decorațiuni religioase. La vârsta de 78 de ani, a sculptat în piatră un decor de șemineu, care urmărește povestea strămoșilor ei din secolul al XII-lea. Ultima sa lucrare, o serie sculptată a Drumului Crucii, se găsește în Biserica din Poudenas.
Stéphanie de Virieu a murit la Poudenas la 9 mai 1873, în casa familiei mamei sale.